# Centaurea antennata
Centaurea antennata là một loài thực vật có hoa trong họ Cúc. Loài này được Dufour mô tả khoa học đầu tiên năm 1831.